# Karkemish
 (juin 2019).
Karkemish (appelée Europus par les Romains) est une ville antique située à la frontière de la Turquie et de la Syrie actuelles. Durant l’Antiquité, la ville commandait le principal point de traversée de l’Euphrate. Cette situation a dû largement contribuer à son importance historique et stratégique. Elle a été le centre d'un des royaumes principaux de Syrie du nord durant l'âge du bronze et l'âge du fer.

## Situation géographique
De nos jours, Karkemish est un ensemble de ruines située sur la rive occidentale de l’Euphrate, à environ 1,5 km à l'est de la ville moderne turque de Karkamış, environ 60 km au sud-est de Gaziantep (Turquie) et environ 1,5 km au nord de la ville moderne syrienne  de Jerablus, soit 100 km au nord-est d’Alep (Syrie). 
Le site est situé de part et d'autre de la frontière entre la Turquie et la Syrie, et représente une superficie de 55 ha en ce qui concerte la cité basse et l'acropole du côté turc et 35 ha pour la cité extérieure du côté syrien. Une base militaire turque a été construite sur l’acropole de Karkemish et l’accès au site était restreint et miné depuis 1956. 
Du côté turc, le déminage a été finalisé en 2011 pour permettre de nouvelles fouilles archéologiques, puis l'ouverture au public en juin 2016, à l'exception de l'acropole. 

## Redécouverte et fouilles

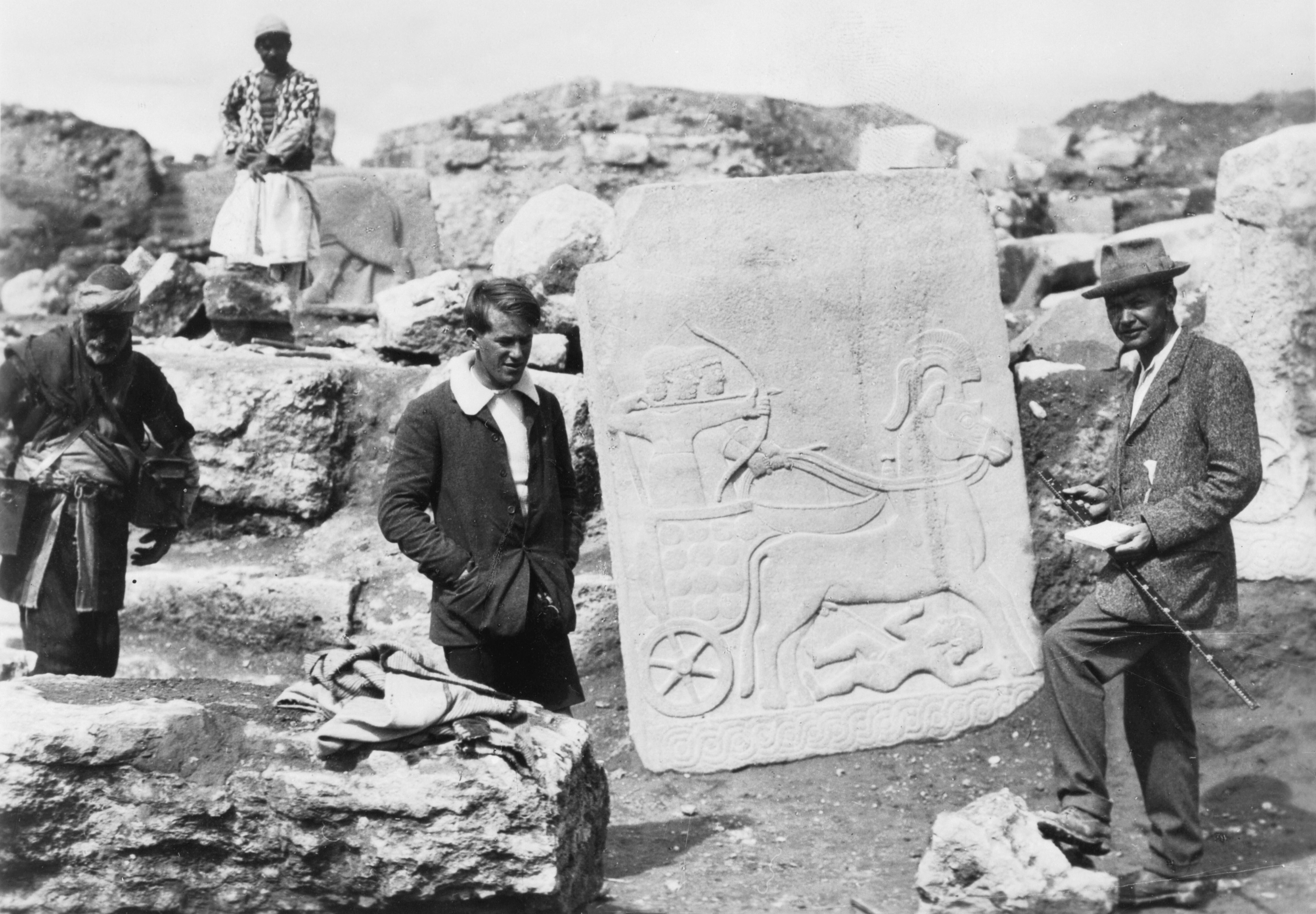
Wooley et Lawrence à Karkemish en 1913.

Karkemish a toujours été bien connue des archéologues car elle est mentionnée dans la Bible (Jérémie 46:2 ; 2 Chr. 35:20 ; Ésaïe 10:9), ainsi que dans des textes égyptiens et assyriens. Cependant, son emplacement exact fut seulement découvert en 1876 par George Smith. Auparavant, la ville avait été confondue avec Circesium, au confluent de la rivière Chebar et de l’Euphrate, et avec Hierapolis de Syrie (Manbij).
Le site fut d’abord fouillé par le British Museum entre 1911 et 1914. L’équipe était principalement composée de D. G. Hogarth,  R. C. Thompson, C. L. Woolley, et T. E. Lawrence (Lawrence d’Arabie). Ces expéditions mirent au jour des restes substantiels des périodes assyriennes et néo-hittites, notamment des structures défensives, des temples, des palais et de nombreux statues et bas-reliefs en basalte portant des inscriptions hiéroglyphiques louvites.
Depuis 2011, le site fait l'objet de fouilles conjointes Italo-turques dans le but d'ouvrir le site au public. Les chercheurs de Bologne et d'Istanbul ont notamment découvert une grande stèle en basalte avec deux griffons, 250 scellements hittites et quelques tablettes d'époque néo-assyriennes, dont une inscription royale inédite de Sargon II. 

## Histoire

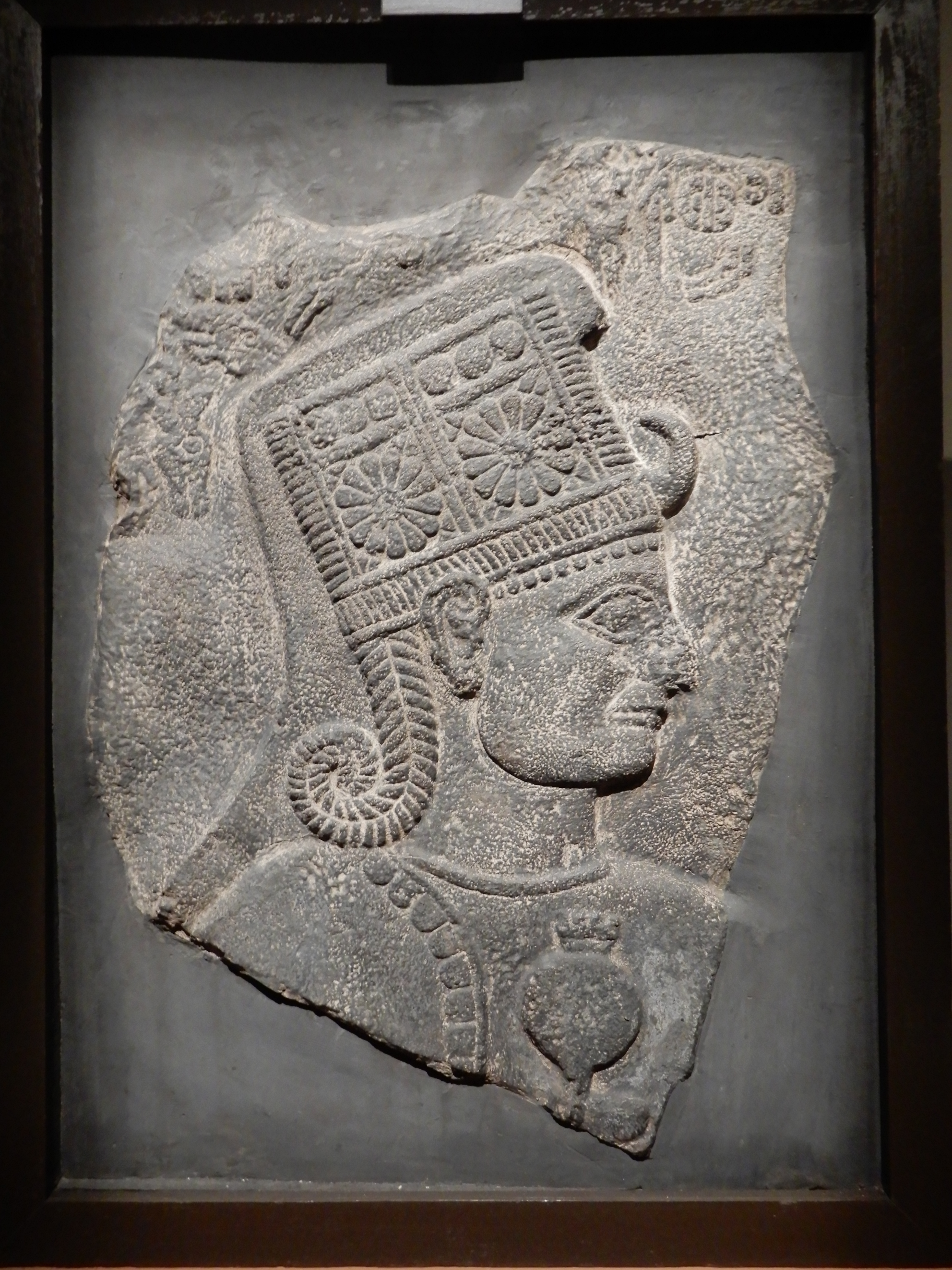
Fragment d'un orthostate (bas-relief dressé) montrant la déesse Koubaba, protectrice de Karkemish. 1000--900 Londres, British Museum.

Le site de Karkemish fut occupé dès le Néolithique : des poteries (vers 3000 av. J.-C.) et des tombes (autour de 2300 av. J.-C.) ont notamment été retrouvées (âge du bronze). La ville est mentionnée dans des documents trouvés dans les archives d’Ebla datant du XXVIIe siècle av. J.-C.. Elle comportait alors une ville basse protégée par une enceinte et une acropole qui surplombait l’Euphrate. Au Ier millénaire av. J.-C., une forte extension donne naissance à de nouveaux quartiers qui doublent sa superficie, témoignant du niveau de son activité économique. Karkemish jouit d’une position stratégique et commerciale, contrôlant sur l’Euphrate la grande route est-ouest qui longe le piémont. D’après des documents provenant des archives de Mari et Alalakh, Karkemish était alors la capitale d'un royaume syrien dirigé par un roi nommé Aplahanda (vers 1750 av. J.-C.), ainsi qu'un important centre du commerce du bois et de l'étain. La ville avait notamment signé des traités avec Ougarit et Mittani (Hanilgalbat).
Le pharaon Thoutmôsis Ier (vers 1500 av. J.-C.) de la XVIIIe dynastie érigea une stèle près de Karkemish afin de célébrer la conquête de la Syrie et de territoires au-delà de l’Euphrate. Mais la ville est durablement sous la domination du Mittani à cette période. Vers la fin du règne du pharaon Akhénaton, vers 1360 av. J.-C., Karkemish fut capturée par le roi Suppiluliuma Ier des Hittites (XIVe siècle av. J.-C.). Celui-ci établit, pour son fils Piyassilis, un royaume ayant Karkemish pour capitale. La ville devint un des plus importants centres de l’Empire hittite au cours de l'âge du bronze final. Après la chute de l’empire hittite, Karkemish devint la capitale d’un important royaume néo-hittite à l’âge du fer, et un grand centre commercial. 
La déesse protectrice de Karkemish sous les Hittites était Kubaba, une divinité probablement d’origine hourrite. Elle était représentée par une femme d'allure noble, portant une longue robe, assise ou debout, et tenant un miroir.

Karkemish tombe entre les mains du roi d’Assyrie Teglath-Phalasar Ier au XIIe siècle av. J.-C., puis semble avoir conservé une position régionale importante jusqu’au IXe siècle av. J.-C. À cette époque, la ville payait tribut aux rois assyriens Assurnazirpal II et Salmanazar III. Les Assyriens s’appuient sur elle pour résister à la pression araméenne avant de l’annexer en 717 av. J.-C. : Sargon II conquit la ville sous le règne du roi Pisiris, peut-être dans l'optique d'en faire une grande capitale assyrienne à l'ouest de l'empire.  
Description de Karkémish dans une inscription de Sargon II retrouvée in situ :
"Pisiri, le Karkemishite, a péché contre le serment de loyauté prêté par les grands dieux et a écrit à plusieurs reprises à Mita, roi de Musku, en amitié, faisant preuve d'outrage. J'ai levé ma main en prière à Assur, mon seigneur, et ensuite, lui, et les membres de son clan - je les ai fait sortir comme prisonniers et les ai montrés à Assur. L'or, l'argent, avec les possessions de son palais, les Karkemishites coupables qui se tenaient près de lui, avec leurs biens, je les ai pris comme butin et je les ai emmenés en Assyrie. J'ai rassemblé 50 chars, 200 chevaux de selle et 3 000 fantassins d'entre eux et ajouté à mon armée royale. 
[. . .] J'ai installé à Karkemish les gens d'Assyrie (...). J'ai fait reconstruire son rempart et je l'ai élevé plus haut qu'avant [. . .]. J'ai fait descendre les gens de Karkemish du centre de la ville et leur ai fait occuper sa partie arrière. J'y ai amené un contingent pour renforcer la garde. (...) Je fis habiter les gens qui tirent le joug d'Assur, mon seigneur, dans la région de Karkemish. (...) J'ai empilé de solides dalles de calcaire et je l'ai rendu (un temple ?) aussi solide que l'assise d'une montagne. Au mois de Simanu, un mois favorable, j'ai établi ses fondations.…]. Devant ses portes, j'ai érigé un bīt-ḫilāni, une réplique d'un palais Hatti [. . .]. J'ai façonné des portes en bois [. . .] avec une bande de bronze et je les ai installées dans leurs portails [. . .] . J'ai fait arrêter l'eau des fossés d'irrigation et le murmure du courant, en disant « qu'il (= Pisiri) n'irrigue pas ses terres arables ». [. . .] Les prairies luxuriantes de la partie irriguée ont été mises en jachère comme des pâturages, elles sont devenues un désert. [. . .] Par l'auguste commandement d'Assur, mon seigneur, qui m'a offert en cadeau le pouvoir de réintroduire les pâturages abandonnés et d'amener les terres en friche] [en culture,] (et) pour planter des vergers, [...] massif [... ;] je rendis abondant le murmure du courant dans ses prés abandonnés. [. . .] J'ai construit (un réservoir ?) [. . .] pour que les indigents n'aient pas soif, je l'ai fait gargouiller comme un fossé d'irrigation. 

Dans les environs de Karkemish, je mesurais la terre irriguée ; dans ses environs luxuriants, je faisais pousser le grain en abondance [. . .]. Dans sa campagne, j'entassais du grain dans les greniers en quantités démesurées [. . .]. J'ai planté dans ses environs tous (les types) d'arbres fruitiers] du monde entier, des vignes dignes d'un roi (lit., "digne de la royauté"), le cèdre, le cyprès et le genévrier et j'ai rendu plus doux que l'odeur d'une forêt de cèdres le parfum de la ville [. . .]. Les vignes et les plantes aromatiques ont poussé haut, et les gens qui vivent à l'intérieur reçurent constamment une invitation au bonheur, afin que leur visage soit radieux. [. . .]. Dans le but de [. . .] et d'augmenter la progéniture des troupeaux de bœufs et de moutons, j'ai ouvert la prairie et fourni de l'eau fraîche pour l'irrigation [. . .]. De telles choses permirent aux gens qui vivent à l'intérieur de s'allonger dans des pâturages sûrs et leurs vergers devinrent ornés de fruits, et leurs champs irrigués poussaient en abondance."
À l’été -605 (ou -607 selon les sources), une importante bataille se déroula à Karkemish entre les armées babylonienne de Nabuchodonosor II et égyptienne du pharaon Nékao II (racontée dans la Bible : Jérémie 46:2). Le but de Nékao II était de contenir les velléités babyloniennes d’expansion vers l’ouest et de couper leurs routes commerciales à travers l’Euphrate. Les Egyptiens furent défaits par une attaque surprise des Babyloniens et furent repoussés hors de Syrie. Nabuchodonosor II détruit la ville. Il fallut attendre l'époque romaine pour que la ville soit réoccupée.

## Rois de Karkemish

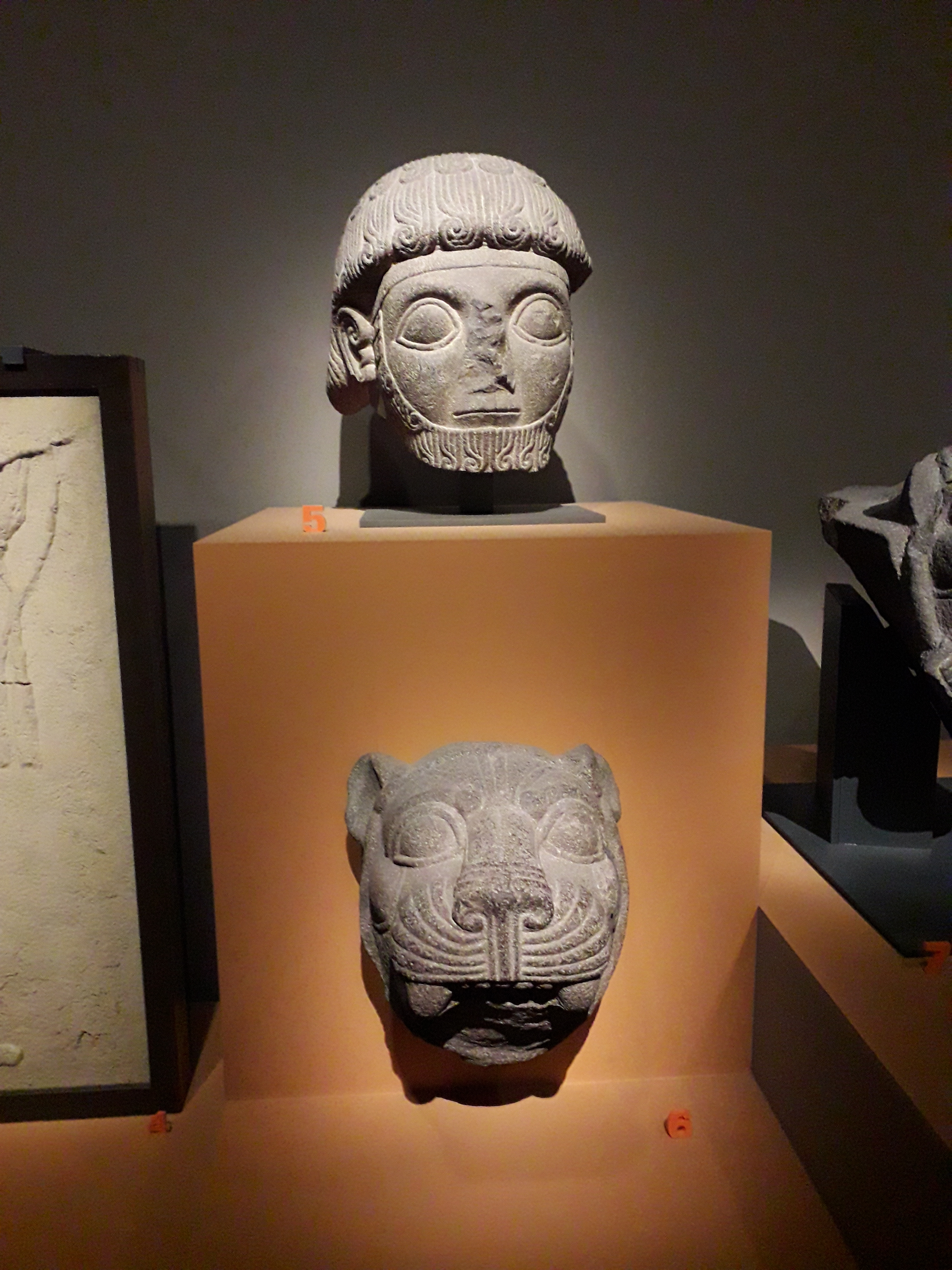
Fragments de la statue élevée par le roi Katuwas à Karkemish vers -925 Elle représentait probablement un de ses ancêtres fondateurs de la dynastie de Suhi. Le roi se tenait debout sur un piédestal flanqué de lions. Londres. British Museum.

- Adni-anda (décédé vers 1786 av. J.-C.)
- Aplah-anda I (régnant de 1786 à 1764 approx.), fils d'Adni-anda
- Yatar-Ami (régnant de 1764 à 1763 approx.), fils d'Aplah-anda I
- Yahdun-Lim (régnant de 1763 to 1745 approx.), fils de Bin-Ami
- Aplah-anda II
- (long intervalle où les sources manquent)
- Piyassilis, or Sharri-Kushukh, fils de roi hittite Suppiluliuma Ier (installé vers 1315 av. J.-C.)
- […]sharruma
- Sharkhurunuwa
- Ini-Teshub Ier (vers 1230)
- Talmi-Teshub (vers 1200)
- Kuzi-Teshub (vers 1170)
- Ini-Teshub II (vers 1100 av. J.-C.)
- Tudhaliya
- Sapazitis (vers 1025)
- Ura-Tarhunzas (vers 1000)
- Suhis Ier (vers 975)
- Astuwatamanzas (vers 950)
- Suhis II (vers 925)
- Katuwas (vers 900 av. J.-C.)
- Suhis III (vers 890)
- Sangara (870-848 av. J.-C.)
- Isarwilamuwa (vers 840)
- Kuwalanamuwa (vers 835)
- Astiruwas (vers 830)
- Yariris (vers 815)
- Kamanis
- Sasturas
- Pisiris, dernier roi, défait par Sargon II (738 av. J.-C.).